# Shotover
Shotover var en civil parish från 1858 till 1883 då den blev en del av Forest Hill, i grevskapet Oxfordshire, i England. Shotover var belägen 5 km från Oxford och hade 163 invånare år 1851. Byar nämndes i Domedagsboken (Domesday Book) år 1086, och kallades då Scotorne.